# Масленниково (Тверская область)
Масленниково — деревня в Ржевском районе Тверской области. Входит в состав сельского поселения «Хорошево».

## География
Находится в южной части Тверской области на расстоянии приблизительно 13 км по прямой на запад-северо-запад от вокзала станции Ржев-Балтийский.

## История
В 1859 году здесь (деревня Ржевского уезда Тверской губернии) было учтено 4 двора, в 1939—6.

## Население
Численность населения: 49 человек (1859 год), 1 (русские 100 %) в 2002 году, 1 в 2010.